# مولودية طرفاية
الجَمْعِيَّةُ الرِّياضِيَّةُ مَوْلُودِيَّةُ طَرْفايَة هو نادٍ مغربيٌّ لكرةِ القدمِ أُسِّسَ في عامِ 2005 مـ ومقرُّه مدينةُ طرفاية.